# Oldřich Machala
Oldřich Machala (* 4. srpna 1963, Bruntál) je bývalý český fotbalista, reprezentant a současný fotbalový trenér. Jako hráč byl konstruktivním typem stopera, který se nebál vyvézt míč až do pokutového území soupeře. Původně hrával na pozici záložníka.

## Fotbalová kariéra
S fotbalem začínal v TJ Granitol Moravský Beroun, odkud v dorostu přestoupil do SK Sigma Olomouc. Po vojně ve VTJ Tábor se vrátil a v Sigmě Olomouc hrál do roku 1991. V letech 1991–1993 působil v Německu v FC Hansa Rostock a VfB Oldenburg, odkud se vrátil do Sigmy Olomouc. V Olomouc hrál až do roku 2001. V roce 2000 byl v anketě Fotbalista roku vyhlášen osobností české ligy. Za Olomouc odehrál 415 utkání a 195 utkání bez přerušení (klubové rekordy).
V české reprezentaci nastoupil 11. prosince 1996 na turnaji Pohár Hassana II. v Maroku k jedinému zápasu při výhře 2:1 nad Nigérií, přičemž odehrál jen poslední minutu.

## Trenérská kariéra
Trénoval SK Hradec Králové, Fotbal Frýdek-Místek a 1. SC Znojmo.
Od 01.06.2020 je trenérem týmu FK Blansko v 2. české fotbalové lize.

## Ligová bilance
| Ročník                                   | Zápasy | Góly | Klub             |
| ---------------------------------------- | ------ | ---- | ---------------- |
| 1. československá fotbalová liga 1984/85 | 27     | 2    | TJ Sigma Olomouc |
| 1. československá fotbalová liga 1985/86 | 30     | 2    | TJ Sigma Olomouc |
| 1. československá fotbalová liga 1986/87 | 30     | 1    | TJ Sigma Olomouc |
| 1. československá fotbalová liga 1987/88 | 26     | 1    | TJ Sigma Olomouc |
| 1. československá fotbalová liga 1988/89 | 27     | 2    | TJ Sigma Olomouc |
| 1. československá fotbalová liga 1989/90 | 30     | 4    | TJ Sigma Olomouc |
| 1. československá fotbalová liga 1990/91 | 28     | 2    | TJ Sigma Olomouc |
| Německá fotbalová Bundesliga 1991/93     | 15     | 1    | FC Hansa Rostock |
| 1. česká fotbalová liga 1993/94          | 29     | 2    | SK Sigma Olomouc |
| 1. česká fotbalová liga 1994/95          | 29     | 0    | SK Sigma Olomouc |
| 1. česká fotbalová liga 1995/96          | 30     | 1    | SK Sigma Olomouc |
| 1. česká fotbalová liga 1996/97          | 30     | 0    | SK Sigma Olomouc |
| Gambrinus liga 1997/98                   | 30     | 0    | SK Sigma Olomouc |
| Gambrinus liga 1998/99                   | 30     | 0    | SK Sigma Olomouc |
| Gambrinus liga 1999/00                   | 30     | 0    | SK Sigma Olomouc |
| Gambrinus liga 2000/01                   | 9      | 0    | SK Sigma Olomouc |
| CELKEM                                   | 415    | 17   |                  |